# Peter Kazantzakis
Peter Kazantzakis (* 20. Jahrhundert) ist ein deutscher Nachrichtensprecher und Sprechtrainer.

## Leben
Kazantzakis studierte Psychologie an der Universität Köln. Durch eine Empfehlung von Jürgen Domian bewarb sich Kazantzakis bei den Sprechausbildern der ARD und wurde genommen.
1985 siedelte er mit seiner damaligen Frau nach Athen über und arbeitete als freier Journalist fürs deutsche Radio.
Nachdem die Aufträge zurückgegangen waren, bewarb Kazantzakis sich deutschlandweit als Radiosprecher. Dort wurde er vom NDR-Hörfunk genommen. Seit 1990 arbeitet Kazantzakis für den NDR. Anfangs pendelte er zwischen Athen und Hamburg und sprach nur ein paar Monate im Jahr Nachrichten im Radio.
Im März 1995 holte ihn die damalige Chefsprecherin Dagmar Berghoff zur Tagesschau, um dort anfangs die Off-Meldungen im neu gegründeten Nachtmagazin zu sprechen. Seit 25. April 1995 spricht er auch die sogenannten „NiFs“ (Nachricht im Film) in der 20-Uhr-Tagesschau. 1996 nahm er an einem Casting für den Einsatz als „On“-Sprecher bei der Tagesschau teil, wurde aber nicht genommen.
Seit 21. September 2017 wird Kazantzakis auch im „On“ als Sprecher in den Nachtausgaben der Tagesschau eingesetzt.
Heute spricht er neben der Arbeit bei der Tagesschau auch Imagefilme für private Kunden sowie Radiofeatures und -Reportagen für öffentlich-rechtliche Sender.

## Radio- und Fernsehen
- seit 1990: Arbeit für den NDR-Hörfunk
- seit März 1995: Tagesschau als Sprecher von Beiträgen
- seit 21. September 2017: Nachtausgaben der Tagesschau

## Privates
Kazantzakis hat eine Tochter.